# Deroceras keanensis
Deroceras keanensis is een slakkensoort uit de familie van de Agriolimacidae. De wetenschappelijke naam van de soort is voor het eerst geldig gepubliceerd in 1973 door Van Regteren Altena.